# Constantijn III Herakleios
Herakleios Neos Konstantinos (Grieks: Ηράκλειος νέος Κωνσταντίνος) (3 mei 612 - 25 mei 641), bekend als Constantijn III, was keizer van Byzantium in 641, van februari tot zijn dood in mei. 
Hij was de oudste zoon van Herakleios bij diens eerste vrouw, Fabia Eudokia. Hij werd keizer samen met zijn veel jongere halfbroer Heraklonas. Voordat het tot strijd kon komen, stierf Constantijn echter, waarschijnlijk aan tuberculose.
Heraklonas werd daarna, ook maar voor korte tijd, keizer onder voogdij van zijn moeder Martina. Zij werden echter beiden op last van de Senaat afgezet, verminkt - zijn neus afgesneden en haar tong afgesneden - en naar Rodos verbannen.
Daarna werd Constantijns zoon Constans II, onder voogdij van de Senaat, tot keizer uitgeroepen.